# Budovest
Budovest (ryska: Будовесть) är ett vattendrag i Belarus.   Det ligger i voblasten Vitsebsks voblast, i den norra delen av landet, 200 km nordost om huvudstaden Minsk.
Omgivningarna runt Budovest är en mosaik av jordbruksmark och naturlig växtlighet. Runt Budovest är det glesbefolkat, med 14 invånare per kvadratkilometer.